# Leo Trepp
Leo Trepp (n 4 martie 1913, Mainz, Imperiul German - d. 2 septembrie 2010, San Francisco) a fost un rabin și profesor de teologie german-american.

## Distincții
- 1971: Marele sigiliu al orașului Oldenburg (cu prilegul aniversării de 35 de ani de la numirea sa ca rabin în Oldenburg)
- 1979: Medalia de onoare George-Washington al Heritage Foundation
- 1985: Doctor honoris causa al Hebrew Union College / Jewish Institute of Religion din Statele Unite ale Americii
- 1985: Diplomă-doctor de aur al Universității din Würzburg
- 1989: Doctor honoris causa al Universității din Oldenburg
- 1990: Cetățean de onoare al orașului Oldenburg
- 1993: Placheta Johannes-Gutenberg al orașului Mainz
- 1996: Senator onorific al Universității din Mainz
- 1997: Bundesverdienstkreuz (Crucea pentru Merit a Germaniei Federale) clasa I
- 2003: Premiul Oldenburg al Oldenburgische Landschaft
- 2010: Mebru de onoare al Universității din Würzburg